# قورس أصفر الخطوط
قورس أصفر الخطوط (الاسم العلمي: Coris flavovittata) (بالإنجليزية: yellowstripe coris)‏ هو نوع من الأسماك يتبع جنس القورس من الفصيلة اللبروسية.